# Panatura

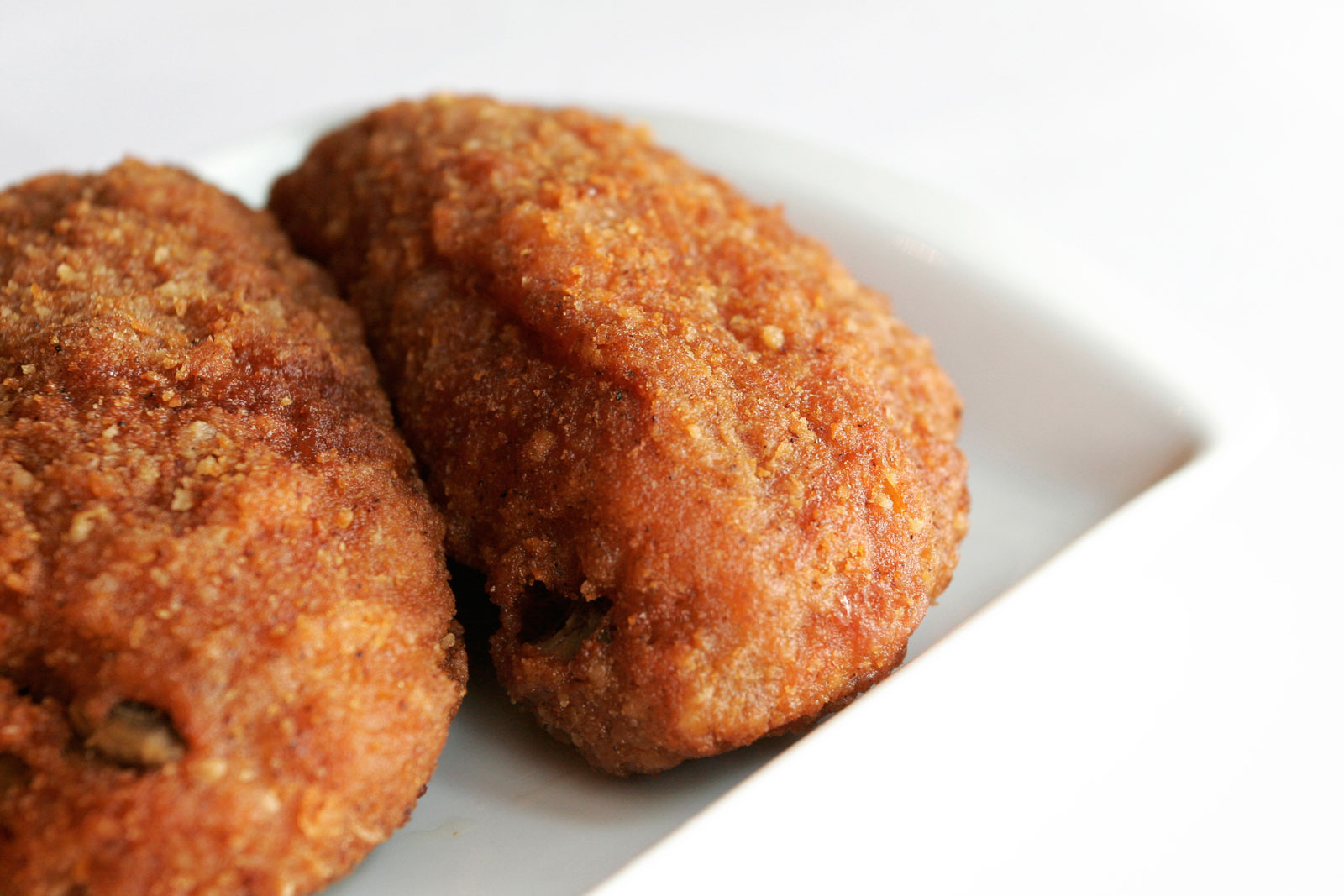
Crocchette di pollo impanate.

La panatura, o impanatura, è un procedimento attraverso il quale si riveste il cibo con uno strato di pangrattato. La panatura è adatta per friggere, poiché crea un rivestimento croccante intorno al cibo, come nella cotoletta alla milanese. Se il rivestimento della panatura è troppo secco, è possibile inumidirlo con l'uovo crudo sbattuto.
Ci sono due tipi di panatura: la panatura classica e la panatura all'inglese. 
Per la panatura classica bisogna prima immergere ciò che si vuole impanare nell'uovo e subito dopo nel pangrattato. 
Nella seconda occorrono diversi passaggi: si passa ciò che si vuole impanare prima nella farina e si scuote leggermente per far cadere gli eccessi di farina, poi si immerge nell'uovo, infine si passa nel pangrattato.
La panatura è anche usata nella cottura alla griglia, come nella rustida romagnola.